# Adrien Quatennens

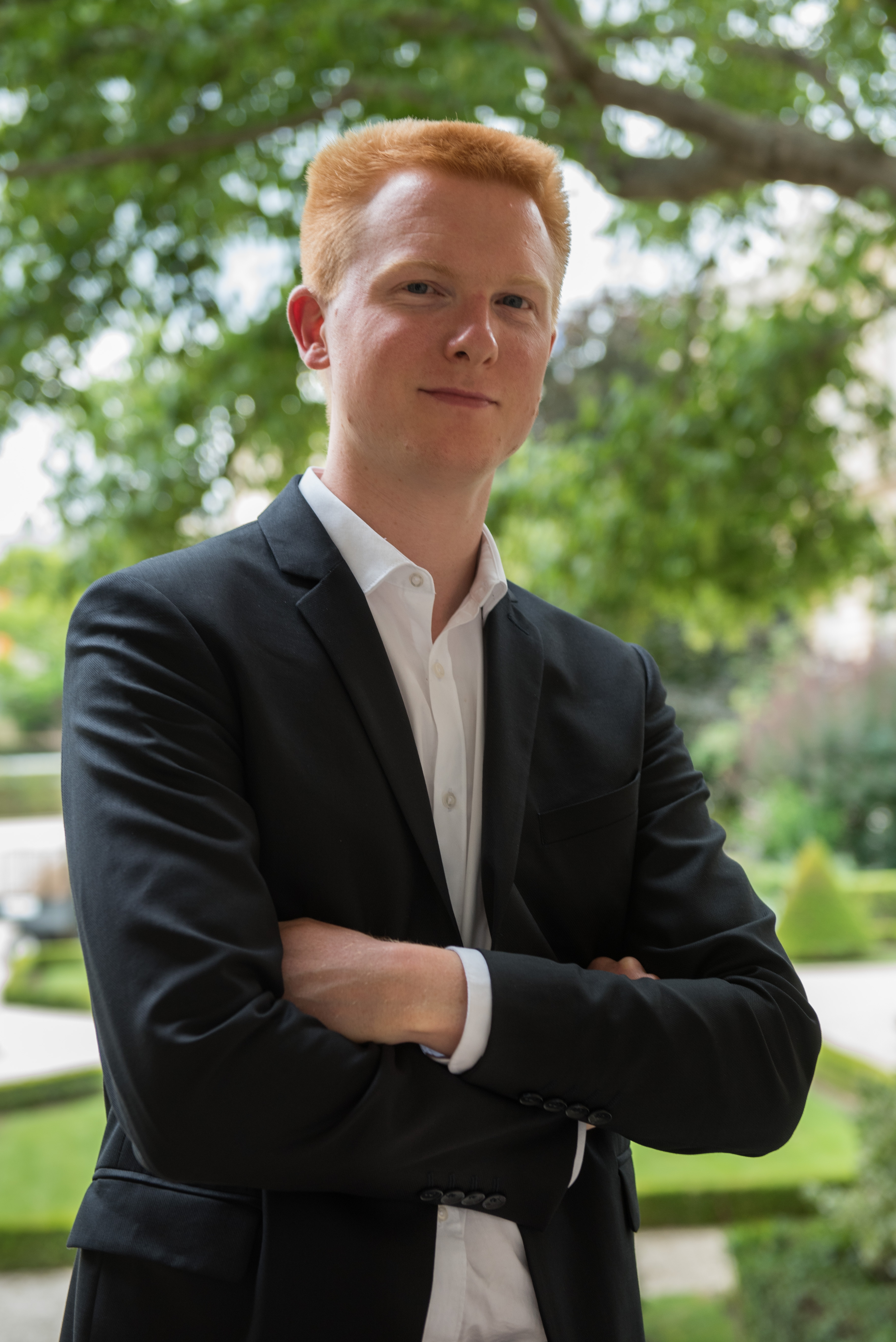
Adrien Quatennens (2017)

Adrien Quatennens (* 23. Mai 1990) ist ein französischer Politiker. Der Vertraute von Jean-Luc Mélenchon ist seit 2017 Abgeordneter der Nationalversammlung aus dem Département Nord und seit 2019 Koordinator der Partei La France insoumise.

## Leben und Karriere

### Studium und Jugend
Quatennens wurde am 23. Mai 1990 als Sohn eines leitenden Angestellten von Électricité de France (EDF) und einer Verkäuferin geboren.
Mit 15 äußerte er während der Demonstrationen gegen den Contrat première embauche 2005 zum ersten Mal seine politische Meinung. Daneben setzte er sich bei Hilfsorganisationen für Obdachlose sowie der globalisierungskritischen Nichtregierungsorganisation Attac ein. 2008 erwarb er das wirtschafts- und sozialwissenschaftliche Baccalauréat und begann das Studium der Wirtschaftswissenschaften an der Universität Lille. Danach absolvierte eine kaufmännische Lehre bei Électricité de France. Bevor er in die Nationalversammlung zog, war er als Kundenberater bei EDF in Lille tätig.

### Einsatz bei der Parti de gauche
Quatennens unterstützte 2008 Jean-Luc Mélenchon und schloss sich 2013 der Parti de gauche (PG) an. Zwei Jahre später wurde er Mitglied des Nationalvorstands der PG. Er kämpfte für den Kandidaten Jean-Luc Mélenchon bei der Präsidentschaftswahl 2012 und erneut bei der Präsidentschaftswahl 2017 durch die Bewegung La France insoumise, der er sich bei ihrer Gründung im Februar 2016 angeschlossen hatte. Zusammen mit Ugo Bernalicis wurde er Sekretär der Parti de Gauche im Département Nord in Lille.
Quatennens kandidierte bei der Kommunalwahl 2014 in Lille auf der Wahlliste des Front de gauche, die von Hugo Vandamme geführt wurde.

### Abgeordneter von La France insoumise
Bei der Parlamentswahl 2017 kandidierte Quatennens für La France insoumise im ersten Wahlkreis des Départements Nord und erhielt bei der ersten Wahlrunde 19,38 Prozent der Stimmen gegen 32,61 Prozent für den LaREM-Kandidaten Christophe Itier mit einer Enthaltungsrate von 53 Prozent. Jedoch gewann er die zweite Wahlrunde mit 50,11 Prozent der Stimmen (Enthaltung: 61,65 %) und zog am 21. Juni in die Nationalversammlung ein.
In der Nationalversammlung ist er Mitglied des Ausschusses für soziale Angelegenheiten. In dieser Funktion nahm er am Anfang seiner Amtszeit 2017 an den Beratungen des Arbeitsgesetzgebung-Reformprojektes teil, gegen das er einen Ablehnungsantrag stellte. Während seine Frühzeit als Abgeordneter zog er die Aufmerksamkeit der Medien auf sich an, insbesondere als er am 10. Juli eine halbstündige Rede hielt.
Dazu ist Quatennens Vizevorsitzender der Freundschaftsgruppen Frankreich-Griechenland und Frankreich-Dänemark der Nationalversammlung.
Er setzte sich für andere Themen ein, z. B. für den Gesetzvorschlag von La France insoumise um die Anerkennung der psychischen Pathologien des Burnout-Syndroms als Berufskrankheiten.
Am 22. Juni 2019 wurde Quatennens bei einer repräsentativen Versammlung von La France insoumise zum Koordinator der Partei ernannt. An dieser Stellung folgte er Manuel Bompard nach.
Im September 2022 gestand Quatennens nach Enthüllungen der Wochenzeitung Le Canard Enchainé, seine Frau geschlagen zu haben. Seine Frau Céline Quatennens hatte Anzeige wegen häuslicher Gewalt erstattet. Die Justiz leitete Ermittlungen ein. Die Empörung über die Ohrfeige war so groß, dass er seine Aufgaben als Koordinator des Linksbündnisses im Parlament vorübergehend ruhen lässt. Er weigert sich aber bisher, sein Abgeordnetenmandat aufzugeben. Quatennens wurde am 13. Dezember 2022 zu vier Monaten Haft mit Bewährung verurteilt.
Zu den Wahlen der französischen Nationalversammlung am 30. Juni 2024, wurde er von seiner Partei, La France insoumise (LFI) am 14. Juni wieder als Kandidat für den 1. Wahlkreis des Departements Nord aufgestellt, wobei das am 10. Juni 2024 entstandene Parteienbündnis Nouveau Front populaire ihm die Unterstützung verweigert hat. Am 15. Juni hat die LFI-Dissidentin („frondeuse“) und Feministin Amy Bah, erklärt, dass sie in demselben Wahlkreis wie Quatennens kandidieren werde. Dabei wird sie von der sozialistischen Bürgermeisterin von Lille, Martine Aubry, unterstützt. Einen Tag später, am 16. Juni, hat Quatennens seine Kandidatur wieder zurückgezogen, da er nicht akzeptieren könne, dass seine Kandidatur gegen La France insoumise und den Nouveau Front populaire ausgenutzt wird. An seiner Stelle tritt sein Freund und ehemaliger Wahlkampfleiter Aurélien Le Coq für die LFI an, obwohl Amy Bah bei der Partei eingefordert hatte, Quatennens als Kandidatin zu ersetzen.

## Veröffentlichungen
- Adrien Quatennens: Génération Mélenchon. Éditions du Seuil, Paris 2021, ISBN 978-2-02-148092-4.
- Céleste Van Isterdael: Battre la campagne : journal d’une insoumise. Éric Jamet éditeur, Étival-lès-Le Mans 2018, ISBN 978-2-904724-39-8 (Vorwort von Adrien Quatennens).